# Lara Cox
Lara Jane Cox (* 6. März 1978 in Canberra, Australien) ist eine australische Schauspielerin. Sie arbeitete vor ihrer Filmkarriere als Model. Cox wirkte unter anderem in Heartbreak High, H₂O – Plötzlich Meerjungfrau, Voodo Lagoon und Kangaroo Jack mit.

## Filmografie (Auswahl)
- 1996–1999: Heartbreak High (Fernsehserie, 98 Folgen)
- 1998: State Coroner (Fernsehserie, Folge 2x09 Three's a Crowd)
- 1998–2017: Home and Away (Fernsehserie, 30 Folgen)
- 1999, 2008: All Saints (Fernsehserie, zwei Folgen)
- 2000: Angst
- 2000: Above the Law (Fernsehserie, zwei Folgen)
- 2000–2002: Die verlorene Welt (The Lost World, Fernsehserie, neun Folgen)
- 2001: Beastmaster – Herr der Wildnis (BeastMaster, Fernsehserie, Folge 2x11 Golgotha)
- 2001: Head Start (Fernsehserie, sieben Folgen)
- 2003: Mermaids – Landgang mit Folgen (Mermaids, Fernsehfilm)
- 2003: Evil Never Dies (Fernsehfilm)
- 2003: Balmain Boys (Fernsehfilm)
- 2003: Kangaroo Jack
- 2004: BlackJack – Sweet Science (Fernsehfilm)
- 2005: Blue Water High (Fernsehserie, Folge 1x10 Timing Is Everything)
- 2006: Voodoo Lagoon
- 2006: Stepfather of the Bride (Fernsehfilm)
- 2006: H₂O – Plötzlich Meerjungfrau (H2O: Just Add Water, Fernsehserie, drei Folgen)
- 2008: Glass (Kurzfilm)
- 2009: The Marine 2
- 2009: The Dinner Party
- 2009. The Makeover
- 2009: The Jesters (Fernsehserie, Folge 1x04 Going Corporate)
- 2012: Ryder Country
- 2013: The Boy Who’d Never Seen Rain (Kurzfilm)
- 2017: Drop Dead Weird (Fernsehserie, Folge 1x18 Fluff Goes Viral)
- 2024: Heartbreak High (Fernsehserie, Folge 2x03 The Feelings Pit)
- 2024: He Loves Me Not